# 델머 데이브즈
델머 데이브스(Delmer Daves, 본명: Delmer Lawrence Daves, 1904년 7월 24일 ~ 1977년 8월 17일)는 미국의 각본가, 영화 감독, 영화 프로듀서이다. 누아르 영화, 전쟁 영화를 포함한 수많은 장르에서 일했지만 서부극, 특히 부러진 화살(1950년), 결단의 3시 10분(1957년) 등의 작품으로 잘 알려져 있다.
험프리 보가트, 게리 쿠퍼, 글렌 포드, 제임스 스튜어트, 리처드 위드마크 등 당대 스타들과 함께 일했다. 어니스트 보그나인, 찰스 브론슨, 펠리시아 파, 조지 C. 스콧 등의 신인들의 경력을 발전시키는데 일조하기도 했다.

## 참여 작품
- 프러테이션 워크
- 페트리파이드 포레스트
- 러브 어페어 (1939년 영화)
- 다크 패시지
- 부러진 화살 (1950년 영화)
- 결단의 3시 10분
- 러브 어페어 (1957년 영화)
- 피서지에서 생긴 일 (영화)